# Odontophoridae
Los odontofóridos (Odontophoridae) son una familia de aves galliformes conocidas vulgarmente como codornices del Nuevo Mundo, colines y corcovados. Son aves pequeñas no relacionadas con las codornices del Viejo Mundo, pero se las denominó con el mismo nombre por su apariencia y hábitos similares. Las especies americanas están en una subfamilia propia (Odontophorinae), mientras que las del Viejo Mundo están en la subfamilia Ptilopachinae y la familia Phasianidae.  

## Especies
La familia contiene nueve géneros:
Subfamilia Odontophorinae Gould, 1844
- Dendrortyx barbatus - colín barbudo;
- Dendrortyx macroura - colín rabudo;
- Dendrortyx leucophrys - colín cariclaro;
- Oreortyx pictus - colín serrano;
- Callipepla squamata - colín escamado;
- Callipepla douglasii - colín elegante;
- Callipepla californica - colín de California;
- Callipepla gambelii - colín de Gambel;
- Philortyx fasciatus - colín bandeado;
- Colinus virginianus - colín de Virginia;
- Colinus nigrogularis - colín gorginegro/bechita;
- Colinus leucopogon - colín gorgiblanco;
- Colinus cristatus - colín crestudo;
- Odontophorus gujanensis - corcovado común;
- Odontophorus capueira - corcovado urú;
- Odontophorus melanotis - corcovado orejinegro;
- Odontophorus erythrops - corcovado frentirrojo;
- Odontophorus atrifrons - corcovado carinegro;
- Odontophorus hyperythrus - corcovado castaño;
- Odontophorus melanonotus - corcovado dorsioscuro;
- Odontophorus speciosus - corcovado pechirrufo;
- Odontophorus dialeucos - corcovado del Tacarcuna;
- Odontophorus strophium - corcovado gorgiblanco;
- Odontophorus columbianus - corcovado venezolano;
- Odontophorus leucolaemus - corcovado pechinegro;
- Odontophorus balliviani - corcovado enmascarado;
- Odontophorus stellatus - corcovado estrellado;
- Odontophorus guttatus - corcovado goteado;
- Dactylortyx thoracicus- colín cantor;
- Cyrtonyx montezumae - colín de Moctezuma;
- Cyrtonyx ocellatus - colín ocelado;
- Rhynchortyx cinctus - colín carirrufo.

Subfamilia Ptilopachinae Bowie, Cohen & Crowe, 2013
- Ptilopachus petrosus - gallinita roquera;
- Ptilopachus nahani - francolín de Nahan.